# Бойня у Латтимера
Бойня в Латтимере — мирный протест шахтёров, жестоко подавленный полицией у пос. Латтимер, штат Пенсильвания.
10 сентября 1897 года около 300—400 бастующих горняков собрались, чтобы принять участие в марше протеста против низкой заработной платы и плохих условий труда. Демонстранты также выразили поддержку недавно сформированному профсоюзу «Объединённые горняки Америки». Демонстрантами были в основном поляки, словаки, литовцы и немцы. 
После того, как демонстранты дошли до шахты, которая располагалась невдалеке от посёлка Латтимер, шериф Джеймс Ф. Мартин приказал протестующим разойтись. Отказ демонстрантов привёл к их столкновению с помощниками шерифа, а попытка полиции вырвать американский флаг у одного из них привела к тому, что полиция открыла огонь по безоружной толпе. В результате инцидента 19 горняков погибли (большинство были застрелены в спину) и от 17 до 49 получили ранения. Событие вызвало возмущение в местной славянской общине и привело к массовым беспорядкам и к разгрому дома суперинтенданта шахты.
Шерифа и его подчиненных судили за проступки, но оправдали.
В 1972 году на месте происшествия был установлен памятник с именами погибших .